# Ultra vires
Ultra vires (буквально — сверх возможностей) — латинский правовой термин, означающий превышение полномочий.

## В гражданском праве
Правоспособность организации может быть ограничена законом или уставными документами организации. При выходе за пределы правоспособности действия уполномоченных лиц организации от её имени могут быть признаны не имеющими юридических последствий.
В период становления корпоративного права во многих странах действовала доктрина ultra vires, означавшая, что сделки, совершенные органами юридического лица за пределами его правоспособности признаются недействительными. Таким образом обеспечивалась защита интересов акционеров и кредиторов компании от недобросовестных или некомпетентных действий её менеджмента. Однако при таком подходе контрагенты компании всегда могут опасаться того, что заключённая ими сделка будет признана недействительной по иску акционеров или кредиторов компании.
Поэтому к настоящему времени в большинстве стран действие доктрины ultra vires либо отменено, либо серьезно ограничено. Первая директива Совета европейских сообществ 1968 года предусматривает, что компания, оспаривающая свою сделку с третьим лицом, лишена, как правило, возможности ссылаться на ограничения, предусмотренные уставом компании, однако предусмотрена возможность предъявить лицу, превысившему полномочия, иска о возмещении причиненного его действиями ущерба. Лишь если третье лицо является недобросовестным и заключает сделку, заведомо для него противоречащую учредительным документам контрагента, то такая сделка может быть объявлена недействительной. Эти принципы были включены в законодательства стран Европейского Союза.
Что касается права России, то в статье 174 Гражданского кодекса РФ говорится: Если полномочия лица на совершение сделки ограничены договором или положением о филиале или представительстве юридического лица либо полномочия действующего от имени юридического лица без доверенности органа юридического лица ограничены учредительными документами юридического лица или иными регулирующими его деятельность документами по сравнению с тем, как они определены в доверенности, в законе либо как они могут считаться очевидными из обстановки, в которой совершается сделка, и при ее совершении такое лицо или такой орган вышли за пределы этих ограничений, сделка может быть признана судом недействительной по иску лица, в интересах которого установлены ограничения, лишь в случаях, когда доказано, что другая сторона сделки знала или должна была знать об этих ограничениях.
При этом на практике российские суды нередко исходят из того, что любой коммерческий контрагент юридического лица заведомо должен был знать содержание устава этого юридического лица (предположительно затребовав его копию до заключения договора). Этот подход противоречит европейским стандартам, предполагающим, что даже фактическое обладание копией устава необязательно означает осознание заложенных в нем ограничений.
Другим важным вопросом является вопрос о действительности сделок, заключенных единоличным исполнительным органом (директором), назначение которого затем было признано недействительным. В российской судебной практике встречались различные решения по этому вопросу. Затем в Постановлении Пленума Верховного Суда РФ от 23 июня 2015 г. № 25 «О применении судами некоторых положений раздела I части первой Гражданского кодекса Российской Федерации» было предусмотрено, что все сделки, заключенные единоличным исполнительным органом создают, изменяют и прекращают гражданские права для юридического лица, даже если решение о назначении единоличного исполнительного органа является недействительным. Исключение составляет только случаи, когда либо контрагент знал, что единоличный исполнительный орган действует без надлежащих полномочий, либо данные о единоличном исполнительном органе были внесены в ЕГРЮЛ в результате неправомерных действий третьих лиц, помимо воли юридического лица.

## В международном праве
Статья 46 Венская конвенция о праве международных договоров 1969 года предусматривает, что государство «не вправе ссылаться на то обстоятельство, что его согласие на обязательность для него договора было выражено в нарушении того или иного положения его внутреннего права, касающегося компетенции заключать договоры, как на основание недействительности его согласия, если только данное нарушение не было явным и не касалось нормы его внутреннего права особо важного значения», при этом такое нарушение должно быть «объективно очевидно для любого государства, действующего добросовестно и в соответствии с обычной практикой». Статья 8 Венской конвенции о праве договоров между государствами и международными организациями или между международными организациями 1986 года предусматривает, что «акт, относящийся к заключению договора, совершенный лицом, не … уполномоченным представлять государство или международную организацию с этой целью, не имеет юридического значения, если он впоследствии не подтвержден данным государством или данной организацией». Таким образом, доктрина ultra vires, пришедшая из коммерческого права, применима и к праву международных договоров.
Также может быть признано, что международные организации действуют с превышением своих полномочий. Например, 5 мая 2020 года Конституционный суд Германии признал целый ряд нормативных актов Европейского Центрального банка ultra vires, то есть принятыми с очевидным превышением полномочий и поэтому не подлежащих применению на территории Германии.